# مارفيل
مارفيل (بالإنجليزية: Marvell, Arkansas)‏ هي مدينة تقع في مقاطعة فيليبس، أركنسو بولاية أركنساس في الولايات المتحدة. تبلغ مساحة هذه المدينة 3.5 (كم²)، وترتفع عن سطح البحر 64 م، بلغ عدد سكانها 1395 نسمة في عام 2000 حسب إحصاء مكتب تعداد الولايات المتحدة.

## التركيبة السكانية
حدّد مكتب تعداد الولايات المتحدة بيانات التركيبة السكانية لمارفيل في تعداد الولايات المتحدة. في ما يلي، التركيبة السكانية حسب تعدادي 2000 و2010.

### تعداد عام 2000
بلغ عدد سكان مارفيل 1,395 نسمة بحسب تعداد عام 2000، وبلغ عدد الأسر 547 أسرة وعدد العائلات 359 عائلة مقيمة في المدينة. في حين سجلت الكثافة السكانية 375 نسمة لكل كيلومتر مربع (971.2/ميل2). وبلغ عدد الوحدات السكنية 594 وحدة بمتوسط كثافة قدره 159.7 لكل كيلومتر مربع (413.6/ميل2).
وتوزع التركيب العرقي للمدينة بنسبة 40.36% من البيض و58.06% من الأمريكيين الأفارقة و0.43% من الأمريكيين الأصليين و1.15% من عرقين مختلطين أو أكثر و0.79% من الهسبانيون أو اللاتينيون من أي عرق.
بلغ عدد الأسر 547 أسرة كانت نسبة 36.6% منها لديها أطفال تحت سن الثامنة عشر تعيش معهم، وبلغت نسبة الأزواج القاطنين مع بعضهم البعض 37.1% من أصل المجموع الكلي للأسر، ونسبة 25.6% من الأسر كان لديها معيلات من الإناث دون وجود شريك،  بينما كانت نسبة 2.9% من الأسر لديها معيلون من الذكور دون وجود شريكة وكانت نسبة 34.4% من غير العائلات. تألفت نسبة 32.4% من أصل جميع الأسر من عدة أفراد يعيشون في نفس المنزل ونسبة 18.1% كانت تتألف من شخص يعيش بمفرده يبلغ من العمر 65 عاماً أو أكثر. وبلغ متوسط حجم الأسرة المعيشية 2.47، أما متوسط حجم العائلات فبلغ 3.14.
بلغ العمر الوسطي للسكان 37.6 عاماً. وكانت نسبة 30.6% من القاطنين تحت سن الثامنة عشر، وكانت نسبة 7.2% بين الثامنة عشر والرابعة والعشرين عاماً، ونسبة 20.4% كانت واقعةً في الفئة العمرية ما بين الخامسة والعشرين والرابعة والأربعين عاماً، ونسبة 20.9% كانت ما بين الخامسة والأربعين والرابعة والستين، ونسبة 17.8% كانت ضمن فئة الخامسة والستين عاماً فما فوق. يوجد لكل 100 أنثى 79.2 ذكر، ويوجد لكل 100 أنثى في الثامنة عشر من عمرها فما فوق 67.4 ذكر.
بلغ متوسط دخل الأسرة في المدينة 22,368 دولارًا، أما متوسط دخل العائلة فبلغ 26,500 دولارًا. وكان متوسط دخل الذكور 23,854 دولارًا مقابل 15,764 دولارًا للإناث. وسجل دخل الفرد الخاص بالمدينة 16,797 دولارًا. وكانت نسبة 22.6% من العائلات ونسبة 29.5% من السكان تحت خط الفقر، وكان من هؤلاء نسبة 48.4% تحت سن الثامنة عشر ونسبة 16.9% في الخامسة والستين من العمر وما فوق.

### تعداد عام 2010
بلغ عدد سكان مارفيل 1,186 نسمة بحسب تعداد عام 2010، وبلغ عدد الأسر 513 أسرة وعدد العائلات 318 عائلة مقيمة في المدينة. في حين سجلت الكثافة السكانية 318.8 نسمة لكل كيلومتر مربع (825.7/ميل2). وبلغ عدد الوحدات السكنية 581 وحدة بمتوسط كثافة قدره 156.2 لكل كيلومتر مربع (404.6/ميل2).
وتوزع التركيب العرقي للمدينة بنسبة 35.50% من البيض و62.39% من الأمريكيين الأفارقة و0.25% من الأمريكيين الأصليين و0.17% من الأمريكيين ذوي الأصول الآسيوية و0.34% من الأعراق الأخرى و1.35% من عرقين مختلطين أو أكثر و1.10% من الهسبانيون أو اللاتينيون من أي عرق.
بلغ عدد الأسر 513 أسرة كانت نسبة 28.5% منها لديها أطفال تحت سن الثامنة عشر تعيش معهم، وبلغت نسبة الأزواج القاطنين مع بعضهم البعض 30.4% من أصل المجموع الكلي للأسر، ونسبة 26.5% من الأسر كان لديها معيلات من الإناث دون وجود شريك،  بينما كانت نسبة 5.1% من الأسر لديها معيلون من الذكور دون وجود شريكة وكانت نسبة 38% من غير العائلات. تألفت نسبة 33.5% من أصل جميع الأسر من عدة أفراد يعيشون في نفس المنزل ونسبة 17.2% كانت تتألف من شخص يعيش بمفرده يبلغ من العمر 65 عاماً أو أكثر. وبلغ متوسط حجم الأسرة المعيشية 2.31، أما متوسط حجم العائلات فبلغ 2.95.
بلغ العمر الوسطي للسكان 40.6 عاماً. وكانت نسبة 25.6% من القاطنين تحت سن الثامنة عشر، وكانت نسبة 8.3% بين الثامنة عشر والرابعة والعشرين عاماً، ونسبة 19.4% كانت واقعةً في الفئة العمرية ما بين الخامسة والعشرين والرابعة والأربعين عاماً، ونسبة 27% كانت ما بين الخامسة والأربعين والرابعة والستين، ونسبة 19.7% كانت ضمن فئة الخامسة والستين عاماً فما فوق. وتوزع التركيب الجنسي للسكان بنسبة 42.7% ذكور و57.3% إناث.

## أعلام
- سام كار

## وصلات خارجية
- The US50 - Cities and Towns in Arkansas State
- 2012 United States Census Estimate